# NHJ D
Die norwegische Dampflokomotivbaureihe NHJ D wurde zwischen 1875 und 1892 sowie zwischen 1896 und 1898 von Manning, Wardle and Co. in Hunslet, Leeds, West Yorkshire, England und Nylands mekaniske verksted in Bjørvika (Oslo) für die Norsk Hoved-Jernbane gebaut. Durch die am 4. März 1926 erfolgte Übernahme der NHJ als Distrikt Oslo in die Norges Statsbaner (NSB), die staatliche Bahngesellschaft in Norwegen, kamen die Lokomotiven in deren Bestand.
Die Baureihe war eine kleine und leichte Lokomotive mit geringer Zugkraft. Sie wurde vor allem für untergeordnete Züge verwendet und später nur noch als Reservelok auf größeren Stationen vorgehalten.

## Einsatz bei Norsk Hoved-Jernbane
Bereits Mitte der 1860er Jahre arbeiteten NHJ und NSB eng zusammen und sortierten ihre Normalspurlokomotiven in einem gemeinsamen Nummernsystem ein. Daher mussten bei der 1926 erfolgten Übernahme der Lokomotiven durch NSB keine Nummern geändert werden.

## NHJ H"
Um 1900 begannen NSB und NHJ, ihre Lokomotiven zu klassifizieren. NSB wählte Zahlen, während NHJ Buchstaben zur Bezeichnungen der Baureihen wählten. 1923 fand eine Neuzuordnung der vorhandenen Baureihen statt. Bei dieser Klassifizierung erhielten die acht Lokomotiven in Zweitbesetzung die Baureihenbezeichnung H". Diese Bezeichnung wurde von den drei Lokomotiven der 1910 beschafften Schlepptenderlokomotive der Serie NHJ H (1910) frei gemacht, da diese die neue Bezeichnung NHJ B" erhielt.

## Einsatz bei Norges Statsbaner
Bei der Übernahme durch NSB erhielt die Baureihe 1926 erneut eine neue Bezeichnung NSB 7a. Lok 62 wurde bereits am 24. August 1928 außer Dienst gestellt und im gleichen Jahr verschrottet.
Während die Lokomotiven am Beginn ihrer Dienstzeit bei NSB im Distrikt Oslo verblieben, wurden sie später auch an andere Distrikte abgegeben:
- Nr. 25 kam am 24. Juni 1941 nach Kristiansand und am 25. Juni 1946 nach Stavanger. Die Rückkehr nach Oslo erfolgte am 10. November 1952.
- Nr. 34 verließ Oslo am 21. April 1948 Richtung Stavanger und kam am 5. März 1953 zurück.
- Nr. 62  wurde am 12. Juni 1939 nach Kristiansand abgegeben, kam am 22. Februar 1954 nach Oslo zurück und verließ den Distrikt bereits am 3. Juni 1955 wieder Richtung Drammen. Dort war sie lediglich einige Tage im Einsatz und kam am 13. September 1955 nach Oslo zurück.

Sechs der Lokomotiven waren zum Ende ihrer Laufbahn auf der Bergenbahn im Einsatz. Im Zeitraum zwischen 1954 und 1964 wurden sie ausgemustert und teilweise verschrottet.

## Vorhandene Lokomotiven
Die Nr. 11, die am 20. August 1964 als letzte Lok aus dem Betriebsdienst ausschied, ist als Museumslok auf der Krøderbane einsatzfähig erhalten geblieben. Zudem existiert die am 18. April 1955 ausgemusterte Nr. 25 im Norsk Jernbanemuseum in Hamar.